# احتجاجات خوزستان 2021

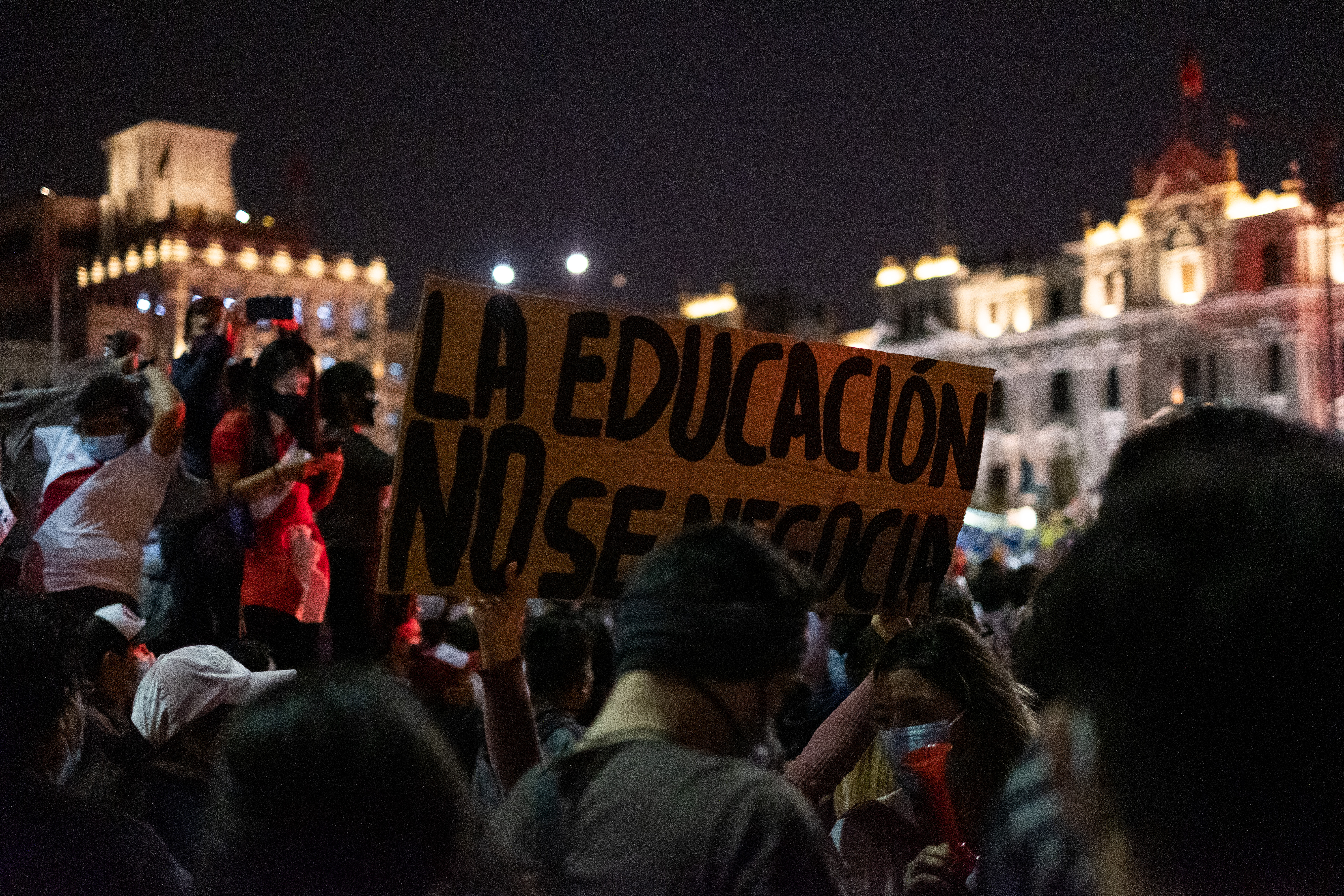

احتجاجات خوزستان، بدأت سلسلة من الاحتجاجات بتاريخ 15 يوليو 2021 بعدة مدن في محافظة خوزستان في إيران. احتج المتظاهرون على نقل مياه نهر كارون، ونقص حقوق المياه في هور الحويزة، ونقص المياه، وجفاف الأراضي الزراعية في خوزستان. جرت معظم هذه الاحتجاجات في مدن الأهواز، والخفاجية، والفلاحية، والسوس، وشافار.
أفادت مصادر مستقلة أن الشابين مصطفى النعيماوي وقاسم الخضيري قُتلا على يد قوات الأمن، وذكرت وكالة فارس للأنباء أن وفاتهما بسبب «إطلاق العيارات النارية في الهواء من قبل المتظاهرين».

## خلفية
السبب الرئيسي للاحتجاجات في خوزستان هو نقص المياه، وبسبب الطقس الحار وجفاف الأراضي الزراعية الصغيرة والأنهار، فضلاً عن بناء عدة سدود على أنهار خوزستان، واحتجاج السكان على إدارة الحكومة الإيرانية للمياه.

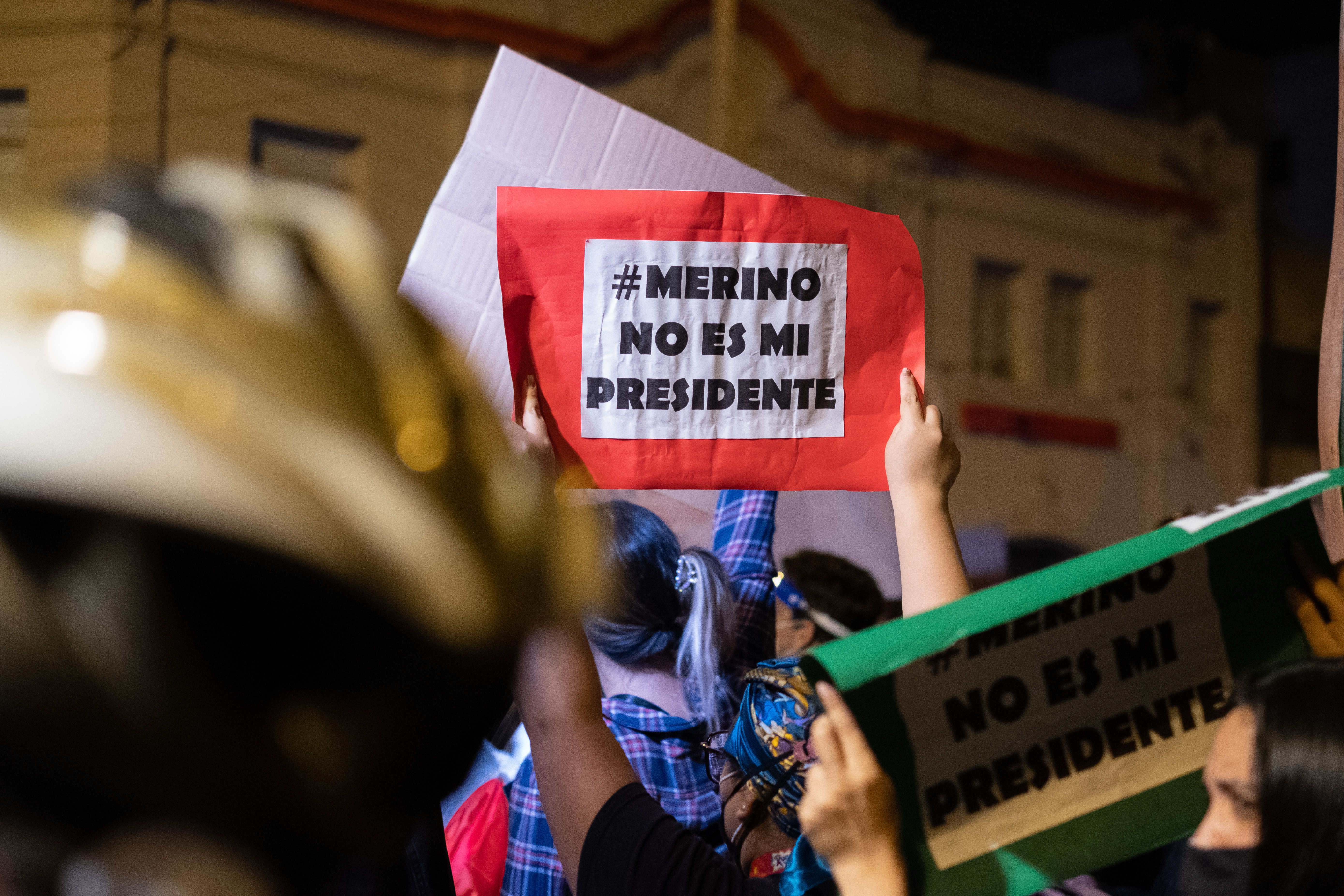

## أحداث الاحتجاجات
بدأت الاحتجاجات في عدد من المدن في خوزستان، في مساء يوم الخميس، بما في ذلك «الأهواز، وعبادان، والحميدية، والفلاحية، وملاثاني، وقلعة كنعان، ومعشور وكوت عبد الله،» وأغلقت الطرق وأشعلت النار في إطارات السيارات. وردد المتظاهرون هتافات مثل «النهر عطشان يريد الماء» و«باسم الدین باگونه (سلبونا) الحرامیه» و«بالروح بالدم نفديك يا كارون». وبحسب شهود عيان، قُتل رجل يبلغ من العمر 30 عامًا يُدعى مصطفى برصاص قوات الأمن خلال مسيرة احتجاجية في شادجان (الفلاحية) يوم الجمعة 16 يوليو.
وقضت الاحتجاجات ليلتها الثالثة، مساء السبت 17 يوليو، حيث قطع المتظاهرون طريق الأهواز - أنديمشك في منطقة شافار، مما أدى إلى إصابة شاب برصاصة أطلقتها قوات الأمن وتوفي في المستشفى. وقُتل شاب آخر بالرصاص أثناء الاحتجاجات.
تواصلت الاحتجاجات مساء الأحد 18 يوليو لليلة الرابعة في مختلف مدن المحافظة، بما في ذلك الأهواز، والخفاجية، وشافار، والسوس، والكرخة، وشاديغان، فيما أصيب عدد من المتظاهرين في سوسنغرد بجروح.

## قيود الإنترنت
مع استمرار الاحتجاجات في ليلتها الثالثة، أشارت التقارير إلى تعطل وصول المستخدمين إلى الإنترنت في معظم أنحاء محافظة خوزستان.

## تفاعلات
نفى محافظ خوزستان قاسم سليماني دشتاكي وجود مسيرات واحتجاجات، مشيرًا إلى عدم وجود احتجاجات في مدن خوزستان، واصفًا الأفلام بأنها «وهمية».
رد ولي العهد الإيراني السابق رضا بهلوي الثاني على احتجاجات نقص المياه في خوزستان في الأيام الأخيرة في رسالة على تويتر، قائلاً إن الألم سيتم حله من خلال القضاء على الجمهورية الإسلامية. ونشر بهلوي مقطع فيديو في هذا الصدد كتب فيه: «في اليوم التالي للحرية، يدا بيد، سنعيد بناء خوزستان»
وأعرب عمال قصب السكر في «هفت تبه» عن تضامنهم مع الاحتجاجات في خوزستان، ورددوا هتافات «خوزستان المسكين ليس لديه قطرة ماء».

## شعارات
- الشعب يريد إسقاط النظام
- أنا عطشان
- باسم الدین باگونه الحرامیة
- بالروح بالدم نفديك يا كارون
- ماي ماي عطشان الشط
- الشط عطشان يريد ماي
- عطشان الشط رايد مايه